# خورخي جاريتون
خورخي جاريتون هو مبارز بالسيف تشيلي، مثّل بلاده في الألعاب الأولمبية الصيفية 1928.

## روابط رياضية
خورخي جاريتون على موقع أوليمبيديا (الإنجليزية)